# Kóród
Kóród (románul: Coroi), falu Romániában, Maros megyében.

## Története
Kóródszentmárton község része. A trianoni békeszerződésig Kis-Küküllő vármegye Erzsébetvárosi járásához tartozott.

## Népessége
2002-ben 143 lakosa volt, ebből 120 román, 16 cigány és 7 magyar nemzetiségű.

## Vallások
A falu lakói közül 110-en ortodox, 16-an görögkatolikus, 6-an római katolikus és 6-an református hitűek.